# Myrheden
Myrheden är en småort i Gagnefs socken i Gagnefs kommun, belägen strax söder om Bodarna.